# Coelorinchus caelorhincus
Coelorinchus caelorhincus är en fiskart som först beskrevs av Antoine Risso, 1810.  Coelorinchus caelorhincus ingår i släktet Coelorinchus och familjen skolästfiskar. IUCN kategoriserar arten globalt som otillräckligt studerad. Inga underarter finns listade i Catalogue of Life.